# Josh Radnor
Joshua Thomas "Josh" Radnor (sinh ngày 29 tháng 7 năm 1974) là một diễn viên, kiêm đạo diễn, nhà sản xuất và biên kịch người Mỹ. Anh được biết đến rộng rãi nhờ vai diễn Ted Mosby trong bộ phim hài kịch tình huống nổi tiếng từng thắng Giải Emmy của kênh CBS - How I Met Your Mother. Anh bắt đầu tham gia viết kịch bản và đồng đạo diễn trong bộ phim hài kịch năm 2010 mang tên Happythankyoumoreplease, giúp anh thắng giải "Khán giả bình chọn" tại Liên hoan phim Sundance và được đề cử cho giải Grand Jury Prize. Năm 2012, anh tiếp tục viết kịch bản, tham gia vai trò đạo diễn chính và đóng vai chính trong Liberal Arts, được chọn để công chiếu tại Ngày hội Phim Sundance năm 2012.

## Tiểu sử
Radnor được sinh ra tại Columbus, Ohio, là con trai của Carol Radnor, một nhân viên tư vấn tại trường trung học, và Alan Radnor, một luật sư. Radnor có hai chị em gái, Melanie Radnor và Joanna Radnor Vilensky. Anh lớn lên tại Bexley, Ohio, một thành phố nhỏ trong Columbus. Sau đó Radnor tham gia chương trình học của người Do Thái của Học viện Columbus Torah và lớn lên trong cộng đồng đạo Do Thái Bảo Thủ. Radnor đi học tại trường Trung học Bexley và sau đó là trường Cao đẳng Kenyon. Anh tốt nghiệp với bằng Tú Tài Nghệ thuật trong lĩnh vực Kịch Nghệ. Anh cũng nhận được bằng Cử nhân Nghệ thuật khi tham gia học tại trường Đại Học về Nghệ thuật tại New York năm 1999.

## Sự nghiệp diễn xuất

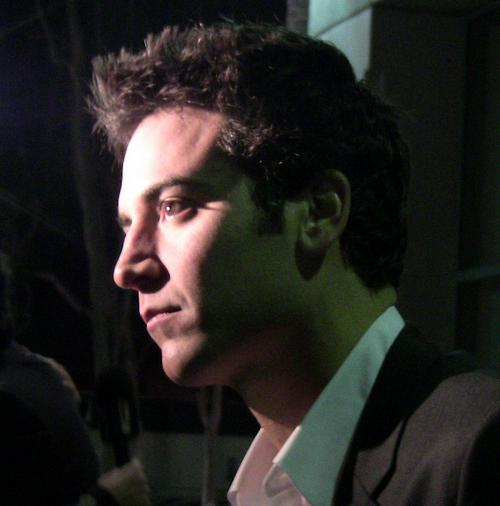
Radnor vào năm 2009

Năm 2001, Radnor được nhận vai chính trong bộ phim hài kịch tình huống Mỹ của Warner Bros - Off Centre. Nhưng sau đó, vai của anh được chuyển cho Eddie Kaye Thomas ngay trước khi tập đầu tiên phát sóng.
Năm 2002, anh thực hiện vở diễn đầu tiên của mình tại Broadway với phiên bản kịch của The Graduate, kế vị từ Jason Biggs và đóng cùng Kathleen Turner và Alicia Silverstone. Kể từ năm 2005, anh đóng vai chính trong bộ phim How I Met Your Mother, đây là vai diễn lớn nhất của anh cho đến hiện nay. Vào tháng 7 năm 2008, anh đóng cùng Jennifer Westfeldt trong ngày công chiếu vở Finks, được chắp bút bởi Joe Gilforad và chỉ đạo diễn xuất bở Chảlie Strattion cho vở New York Stage and Film. Radnor lần đầu tiên tham gia đồng đạo diễn với bộ phim Happythankyoumoreplease, trong bộ phim anh cũng tham gia viết kịch bản và đóng vai chính. Bộ phim thứ hai của anh - Liberal Arts, khi anh lần nữa đóng vai chính cùng với Elizabeth Olsen đã được chọn để trình làng tại Liên hoan Phim Sundance vào ngày 22 tháng 1 năm 2012.

## Đời tư
Radnor từng hẹn hò cùng với nữ diễn viên Lindsay Price từ năm 2008 đến năm 2009 từ khi họ lần đầu tiên gặp nhau tại buổi quay hình cho tập "Spoiler Alert" cho phim How I Met Your Mother.

## Sự nghiệp phim ảnh

### Các bộ phim tham gia
| Năm  | Tên                     | Vai trò                  | Notes               |
| ---- | ----------------------- | ------------------------ | ------------------- |
| 2001 | Not Another Teen Movie  | Anh chàng hướng dẫn viên |                     |
| 2010 | Happythankyoumoreplease | Sam Wexler               | Biên kịch, đạo diễn |
| 2012 | Liberal Arts            | Jesse Fisher             | Biên kịch, đạo diễn |
| 2013 | Afternoon Delight       | Jeff                     |                     |

### Phim truyền hình
| Năm       | Tên phim              | Vai                    | Ghi chú                           |
| --------- | --------------------- | ---------------------- | --------------------------------- |
| 2000      | Welcome to New York   | Doug                   | Trong tập: "The Crier"            |
| 2002      | Law & Order           | Robert Kitson          | Trong tập: "Access Nation"        |
| 2002      | The Court             | Dylan Hirsch           | Có mặt trong 3 tập                |
| 2003      | ER                    | Keith                  | Trong tập: "The Advocate"         |
| 2003      | Six Feet Under        | Will Jaffe             | Trong tập: "The Trap"             |
| 2003      | Miss Match            | Andrew                 | Trong tập: "I Got You Babe"       |
| 2005      | Judging Amy           | Justin Barr            | Trong tập: "Too Little, Too Late" |
| 2005–2014 | How I Met Your Mother | Ted Mosby              | Có mặt trong 208 tập              |
| 2007–2009 | Family Guy            | Ted Mosby (lồng tiếng) | Có mặt trong 2 tập                |

### Sự nghiệp sân khấu
| Năm  | Tên vở diễn      | Vai                     | Ghi chú                                                    |
| ---- | ---------------- | ----------------------- | ---------------------------------------------------------- |
| 2002 | The Graduate     | Benjamin Braddock       | Những vở làm lại ở Broadway từ những bộ phim năm 1967 film |
| 2004 | The Paris Letter | Sam Arlen / Young Sandy |                                                            |
| 2011 | She Loves Me     | Georg Nowack            | Roundabout Theatre Company                                 |

## Các giải thưởng và đề cử
| Năm  | Tên phim nhận giải      | Tên giải thưởng                         | Kết quả   |
| ---- | ----------------------- | --------------------------------------- | --------- |
| 2010 | Happythankyoumoreplease | Sundance Film Festival Audience Award   | Đoạt giải |
| 2010 | Happythankyoumoreplease | Sundance Film Festival Grand Jury Award | Đề cử     |